# Headquarters
Albums de The Monkees
More of the Monkees
(1967) Pisces, Aquarius, Capricorn and Jones Ltd.
(1967)
Singles
1. Randy Scouse Git (en)
Sortie : mai 1967

Headquarters est le troisième album du groupe américain de pop rock The Monkees. Il est sorti en 1967 sur le label Colgems Records (en). C'est le premier sur lequel les membres du groupe font davantage que simplement chanter : ils jouent de leurs instruments et composent plusieurs titres.
Comme ses deux prédécesseurs, Headquarters se classe no 1 aux États-Unis, mais il n'occupe cette position qu'une seule semaine avant d'être détrôné par Sgt. Pepper's Lonely Hearts Club Band des Beatles.
En 2000, Rhino HandMade publie le coffret The Headquarters Sessions. Sur trois disques, il rassemble 84 titres issus des sessions d'enregistrement de l'album.
L'album est cité dans l'ouvrage de référence de Robert Dimery Les 1001 albums qu'il faut avoir écoutés dans sa vie.

## Fiche technique

### Chansons
| 1. | You Told Me                 | Michael Nesmith                                       | 2:22 |
| 2. | I'll Spend My Life with You | Tommy Boyce, Bobby Hart                               | 2:23 |
| 3. | Forget That Girl            | Douglas Farthing-Hatlelid (en)                        | 2:21 |
| 4. | Band 6                      | Micky Dolenz, Davy Jones, Michael Nesmith, Peter Tork | 0:38 |
| 5. | You Just May Be the One     | Michael Nesmith                                       | 2:00 |
| 6. | Shades of Gray              | Barry Mann, Cynthia Weil                              | 3:20 |
| 7. | I Can't Get Her Off My Mind | Tommy Boyce, Bobby Hart                               | 2:23 |

| 8.  | For Pete's Sake                | Peter Tork, Joey Richards          | 2:10 |
| 9.  | Mr. Webster                    | Tommy Boyce, Bobby Hart            | 2:02 |
| 10. | Sunny Girlfriend               | Michael Nesmith                    | 2:31 |
| 11. | Zilch                          | Micky Dolenz, Jones, Nesmith, Tork | 1:05 |
| 12. | No Time                        | Hank Cicalo                        | 2:09 |
| 13. | Early Morning Blues and Greens | Diane Hildebrand, Jack Keller (en) | 2:35 |
| 14. | Randy Scouse Git (en)          | Micky Dolenz                       | 2:35 |

En 1995, Rhino Records réédite Headquarters avec six titres bonus :
| 15. | All of Your Toys          | Bill Martin                | 3:02 |
| 16. | The Girl I Knew Somewhere | Nesmith                    | 2:39 |
| 17. | Peter Gunn's Gun          | Henry Mancini              | 3:38 |
| 18. | Jericho                   | traditionnel               | 2:03 |
| 19. | Nine Times Blue           | Michael Nesmith            | 2:08 |
| 20. | Pillow Time               | Janelle Scott, Matt Willis | 4:01 |

## Musiciens

### The Monkees
- Micky Dolenz : chant (2, 8, 9, 12, 14), chœurs (1, 3, 5, 6, 7, 8, 10), batterie (1, 3-8, 10, 12-14), cithare (1), guitare (2, 9), voix (11), tympanon (14), woodblocks (14)
- Davy Jones : chant (3, 6, 7, 9, 13), chœurs (1, 2, 5, 8, 10, 12, 14), tambourin (2, 5, 6, 8, 9, 12), maracas (3, 6, 10, 13), percussions (1, 7), voix (11)
- Michael Nesmith : chant (1, 5, 10), guitare à 12 cordes électrique (1, 3, 5, 7, 8, 10, 12-14), guitare pedal steel (2, 4, 6, 9), guitare acoustique (3, 5, 10), orgue (8), voix (11)
- Peter Tork : chant (6), chœurs (1, 2, 3, 5, 6, 8, 13, 14), banjo (1), guitare à 12 cordes acoustique (2), orgue (2, 13, 14), célesta (2), piano électrique (3, 13), guitare électrique (4, 8, 10), basse (5), piano (6, 7, 9, 12, 14), voix (11)

#### Musiciens supplémentaires
- Chip Douglas (en) : basse (1-4, 8, 12-14), chœurs (3, 5)
- Jerry Yester : basse (6, 7)
- Vincent DeRosa (en) : cor d'harmonie (6)
- Frederick Seykora : violoncelle (6)
- John London (en) : basse (9, 10)

### Classements et certifications
| Classement (1967)             | Meilleure place |
| ----------------------------- | --------------- |
| Allemagne (Media Control AG)  | 29              |
| Canada (RPM Top LPs)          | 1               |
| États-Unis (Billboard 200)    | 1               |
| Norvège (VG-lista)            | 2               |
| Royaume-Uni (UK Albums Chart) | 2               |

| Pays              | Certification | Unités certifiées | Date de certification |
| ----------------- | ------------- | ----------------- | --------------------- |
| États-Unis (RIAA) | 2 × Platine   | 2 000 000         | 17 août 1994          |